# Стрэмэтурару, Ралука
Ралука Стрэмэтурару (рум. Raluca Strămăturaru, 22 ноября 1985, Синая, Валахия) — румынская саночница, выступающая за сборную Румынии с 2003 года. Участница 4 зимних Олимпийских игр, многократный призёр национального первенства.

## Биография
Ралука Стрэмэтурару родилась 22 ноября 1985 года в городе Синая, Валахия. Активно заниматься санным спортом начала в возрасте шестнадцати лет, в 2003 году прошла отбор в национальную сборную и стала принимать участие в различных международных соревнованиях. В сезоне 2004/05 дебютировала на этапах взрослого Кубка мира, заняв в общем зачёте тридцать второе место, год спустя показала тридцать восьмой результат. На чемпионате Европы 2006 года в немецком Винтерберге была двадцать седьмой в женском одиночном разряде и девятой в состязаниях смешанных команд. В следующем сезоне на чемпионате мира в австрийском Иглсе финишировала тридцать второй, а после окончания кубковых этапов расположилась в мировом рейтинге сильнейших саночниц на двадцать шестой позиции.
В 2008 году на чемпионате мира в немецком Оберхофе была двадцать второй, на европейском первенстве в итальянской Чезане пришла к финишу семнадцатой, тогда как в Кубке мира заняла двадцать третье место общего зачёта. Через год закрыла тридцатку на чемпионате мира в американском Лейк-Плэсиде и расположилась на двадцать седьмой строке кубкового зачёта. Благодаря череде удачных выступлений удостоилась права защищать честь страны на зимних Олимпийских играх 2010 года в Ванкувере, где впоследствии показала двадцать первый результат. Кубковый цикл вновь завершила на двадцать седьмом месте.
На мировом первенстве 2011 года в Чезане Стрэмэтурару финишировала восемнадцатой, показав свой лучший результат на чемпионатах мира. В следующем году на соревнованиях в немецком Альтенберге повторила это достижение. При этом в общем зачёте Кубка мира за эти два года размещалась на девятнадцатой и восемнадцатой позициях. В 2014 году побывала на Олимпийских играх в Сочи, где финишировала тридцатой в одиночной женской программе
Ныне Ралука Стрэмэтурару живёт и тренируется в городе Буштень, в свободное от санного спорта время любит кататься на горном велосипеде. Её младшая сестра Виолета тоже является саночницей и состоит в сборной Румынии.
На Олимпийских играх 2018 года в Пхёнчхане заняла седьмое место в одиночках и 10-е место в эстафете.